# Nevědění
Nevědění (francouzsky L’ignorance) je román česko-francouzského spisovatele Milana Kundery. Jde o třetí Kunderův román napsaný francouzsky a devátý román celkově. Kniha vyšla prvně roku 2000 ve španělském překladu, francouzský originál vyšel roku 2003, první český překlad Anny Kareninové vyšel roku 2021.

## Témata
Hlavními tématy románu jsou exil, domov a nostalgie, čímž se román v Kunderově díle dosti vymyká, neboť ač byl Kundera exilovým autorem, v předcházejících knihách se tématu exilu spíše vyhýbal a v pozdějších fázích své tvorby se vyhýbal českým reáliím vůbec. Kniha je polemikou s koncepcí domova v Homérově Odyseji (Odysseus se vrátil na Ithaku po dvaceti letech a přesto ji důvěrně rozeznal jako svůj jediný pravý domov, spolu s tím se obnovila jeho láska k Pénelopě a vytratily se vzpomínky na Kalypsó, s níž žil v cizině sedm let). Spolu s konceptem věčného a pravého domova Kundera odmítá i nostalgii, respektive zkoumá, jak je nutně spjata s titulním nevěděním. Neboli je přímo úměrná nedostatku informací a paradoxně je víc spojena s mládím, než stářím, neboť mládí nemá dost vědomostí a vzpomínek. Kundera se také po delší odmlce poměrně rozsáhle zaobírá českými dějinami, zejména normalizačním dvacetiletím. Jiná témata jsou již typicky kunderovská: kýč, sen, nepřekonatelná vzdálenost mezi lidmi a jinakost jejich vnímání společné minulosti, osamělost člověka v moderní civilizaci, křehkost identity. 

## Děj
Hlavními postavami jsou dva emigranti z komunistického Československa Josef a Irena (oba odešli po sovětské okupaci v roce 1968, ona do Francie, on do Dánska, ona se narodila v Praze, on v neurčeném malém městě). Třetí důležitou postavou je Milada, která z vlasti nikdy neodešla. Všichni tři spolu měli určité vztahy v minulosti (Irena kdysi věřila v možnost vztahu s Josefem, ten si ji ale po letech ani nepamatuje; Josef a Milada měli kdysi vztah, na který Josef vzpomíná s nostalgií, ale pro Miladu šlo o vztah tragický, neboť poté, co ji Josef opustil, se pokusila o sebevraždu umrznutím v horách; pozůstatek tohoto sebevražedného pokusu ji zůstal na celý život, neboť tehdy přišla o ucho; Irena a Milada se znají a Milada je jednou z mála osob, k níž má Irena po návratu blízko). Irena se vrátila do Prahy ihned po pádu komunismu v roce 1989, aby zde otevřela pobočku své firmy, Josef s návštěvou staré vlasti dlouho váhal a odhodlal se k ní až po smrti své dánské manželky, částečně aby se odpoutal od bolesti z její ztráty a částečně aby jí vyhověl, neboť to byla ona, kdo ho vždy nabádal, aby vlast navštívil, neboť vyhýbat se tomu jí přišlo nepochopitelné. 
Právě Josefův odložený návrat sleduje vypravěč v hlavní dějové linii. Josef vnímá, jak se změnila země, do níž se vrací, a udivuje ho, že nemá dojem povědomosti, že se s ní necítí spojený jako Odysseus s Ithakou, že nemá pocit návratu domů. Vypravěč pak konstatuje, že tento pocit v rychle se měnícím moderním světě už není ani možný. V exilu se tak de facto ocitají všichni moderní lidé, ať své domovy opouštějí nebo nikoli. Idea "velkého návratu" je tudíž velká lež a kýč (zosobňuje ho částečně dánská manželka, ale hlavně postava Ireniny pařížské kamarádky Sylvie, která nechápe, proč se Ireně po dvaceti letech exilu do Prahy moc nechce, a která se dojímá představou, jak se Irena vrací do ztracené vlasti, kterou jinak zná jen z několika záběrů v televizi). Josef má pocit odcizení i při setkání s příbuznými a známými z rodného města. Cítí, že ho ze svého života vymazali a ani si jeho návrat do svých životů nepřejí. Ani mezi lidmi tedy Josef ztracený domov nenachází. Změnili se stejně jako místo, kde za jeho nepřítomnosti vyrostlo panelové sídliště. Nakonec se rozhodne pro návrat do Dánska, kde sice nemá domov, ale cítí tam větší stesk po něm (neboť tam více cítí smutek ze ztráty milované ženy). Je blíže ideji domova v Dánsku tím, že tam více vnímá absenci tohoto domova - či jinak: může tam lépe žít iluzi domova.
Irena, ač se kvůli pracovním povinnostem vrátila do staré vlasti dříve, měla podobné pocity. Budilo v ní odpor, že by se dvacet let jejího života v exilu mělo nyní ztratit a proměnit v jakousi náhražkovitou výplň mezi „tím pravým životem doma“. Setkání se starými přáteli tuto její úzkost jen umocnilo. Všimla si, že jakmile zavedla řeč na cokoli z exilu, čeští přátelé jí přestali vnímat (tato neochota je symbolizována též jejich odmítnutím pít s ní francouzské víno a upřednostněním českého piva). Ona tak nejen pochopila, že s nimi svůj francouzský život nemůže sdílet, ale začala to vnímat z jejich strany jako akt násilí, jako jejich snahu amputovat dvacet let jejího života a vtáhnout ji znovu zpět "do vězení domova" (tito známí jí splynou s pronásledujícími estébáky z typických emigrantských snů). Ale zároveň si uvědomuje, že stejnému nepochopení čelila ve Francii. Irena si tak uvědomí, že ať se rozhodne pro Prahu nebo pro Paříž, ztratí tím nenávratně část svého života. Irena nakonec v Praze zůstane, byť tam už není a nikdy již nebude doma. Její „velký návrat“ se změnil ve „velké sbohem“, které ale nevyústilo v druhý odchod, neboť domov by nenašla ani v Paříži - v exilu by byla tam, stejně jako je v něm v Praze. Dospívá tak ke stejnému postoji jako Josef, ale opačnému rozhodnutí.
Irena a Josef se potkávají hned po jeho příletu do Prahy na letišti. Josef si ji z minulosti nepamatuje, ale předstírá, že ano, ona jeho poznává ihned. Zjišťují o sobě, že jsou oba emigranti. Irena postupem doby začala cítit lítost, že právě s Josefem v minulosti nenavázala vztah. K Josefovi jako ideálu se postupně více a více upínala, jak se kazil její reálný vztah s manželem Gustavem (jež pochází ze Skandinávie). Prožijí spolu s Josefem v Praze jednu milostnou noc na hotelu (k níž je svede i náhlá erotizace češtiny, do níž se takto oba jakoby znovu zamilují, neboť čeština lidí ve vlasti se jim oběma po návratu zdála vzdálená a proměněná - jde tak vlastně o jediný úspěšný "velký návrat", k němuž v románu dojde, o návrat k češtině jako domovu). Nakonec však Irena pochopí, že možnost jejich vztahu byla iluzí, a že Josef o vztah s ní nestojí, neboť chce žít již jen minulostí a vzpomínkami na zesnulou manželku. Josef uvažuje, že by měl s Irenou vztah z jakéhosi soucitu, ale dojde mu, že už nemá sílu být pro někoho užitečný. 
Milada se ze svého vztahu s Josefem vyléčila a zaujala střízlivý postoj. Vzpomíná na minulost bez emocí a svůj pokus o sebevraždu vnímá jako „nenapravitelnou chybu spáchanou v čase nevědění“. Tato postava autorovi slouží hlavně k rozebrání tématu času a jeho subjektivního vnímání. Milada byla rovněž osobní přítelkyní básníka Jana Skácela, úryvky z jehož básní jsou pro autora důležité nejen k definici její postavy, ale poskytují i materiál k výkladu o normalizaci. 

## Forma
Podobně jako dva předchozí "francouzské" Kunderovy romány je kniha stručnější než starší, česky psaná díla, a je opuštěno Kunderovo klasické rozčlenění na sedm dosti separátních částí. Namísto toho je zvoleno členění na krátké, pouze očíslované kapitoly (podobně jako již v Pomalosti a Totožnosti). Zatímco v předchozím románu Totožnost Kundera upřednostnil naraci před esejistickými pasážemi, v Nevědění dostává esejistika znovu tradiční značný prostor, avšak již není oddělena od vyprávění příběhu jako ve starších knihách, ale prolíná se s ním. Spolu s návratem eseje dostává znovu prostor také Kunderův typický vševědoucí vypravěč, absolutní pán textu, děje a postav, ba přiznaný konstruktér postav („vidím, jak se z mlh Josefovy středoškolské minulosti vynořuje mladá dívka; je dlouhonohá a krásná.“) - tento princip autor přivedl do extrémní podoby v Nesmrtelnosti, kde čtenáři poměrně přesně popisuje, jak a z jakého dojmu hlavní postavu zkonstruoval. Literární vědec Tomáš Kubíček v knize Vyprávět příběh nicméně přišel s tezí, že vypravěčů je v románu několik, a že vypravěč esejistických pasáží není totožný s vypravěčem dějových částí.

## Souvislosti
To, že autor nechal své dílo nejprve vydat ve Španělsku (a v několika dalších zemích) a až poté ve Francii, bylo povětšinou vysvětlováno obavou z reakcí francouzské kritiky (v poslední letech nepříliš autorovi nakloněné), která by mohla dílo marketingově poškodit na jeho cestě do světa. Doslov prvního českého vydání románu napsala Sylvie Richterová, kterou s Kunderou spojuje osud exulanta.